# دندانه (رنگرزی)

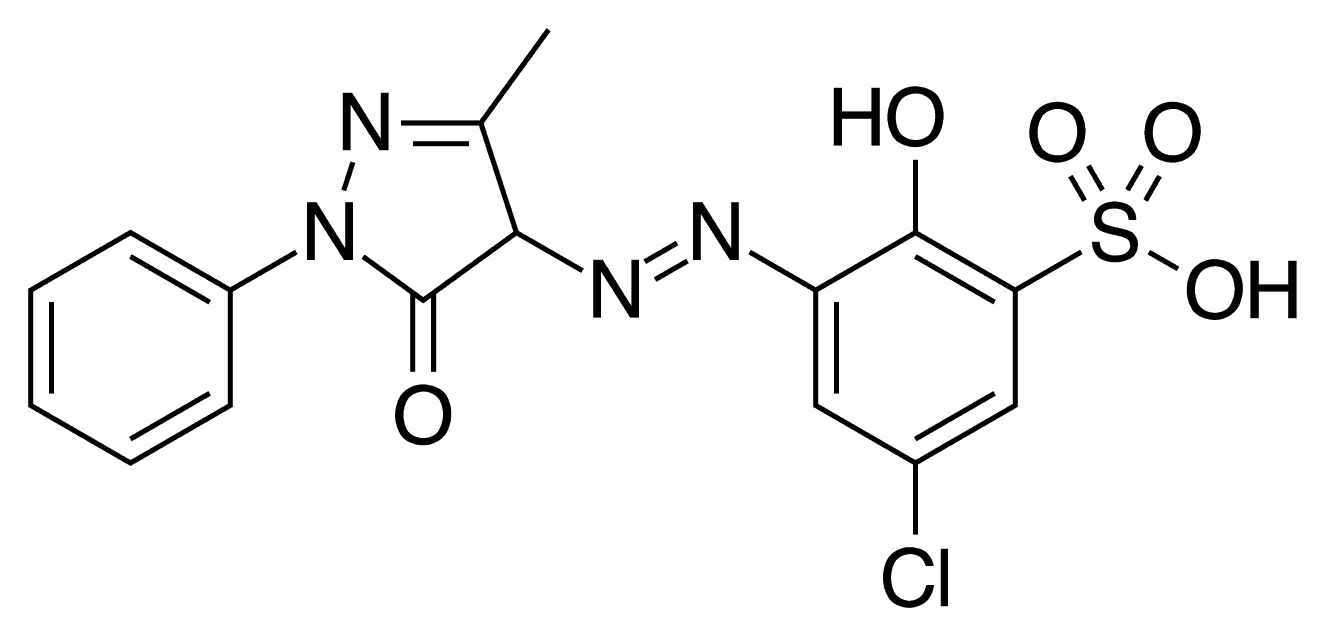
موردانت قرمز ۱۹ یک ثابت‌کننده معمول است و مانند دیگر ثابت‌کننده‌ها از ترکیب آزو (RN=NR) و چندین پایگاه برای چنگاله بهره می‌برد.

ثابت‌کننده یا دندانه به موادی گفته می‌شود که برای تثبیت و رنگ‌پذیری بیشتر رزانه رنگ روی پارچه و الیاف به کار می‌روند. این مواد ابتدا با رنگ یک کمپلکس شیمیایی‌ تشکیل می‌دهند و سپس به پارچه یا سطح می‌چسبند.

## ثابت‌کننده/دندانه‌های معمول
از ثابت‌کننده‌های معمول می‌توان به تانیک اسید، زاج، ادرار، کروم آلوم، سدیم کلرید، و برخی نمک‌‌های آلومینیم، کروم، مس، آهن، ید، پتاسیم، سدیم، تنگستن، و قلع اشاره کرد.

## کاربرد دندانه‌ها در رنگرزی

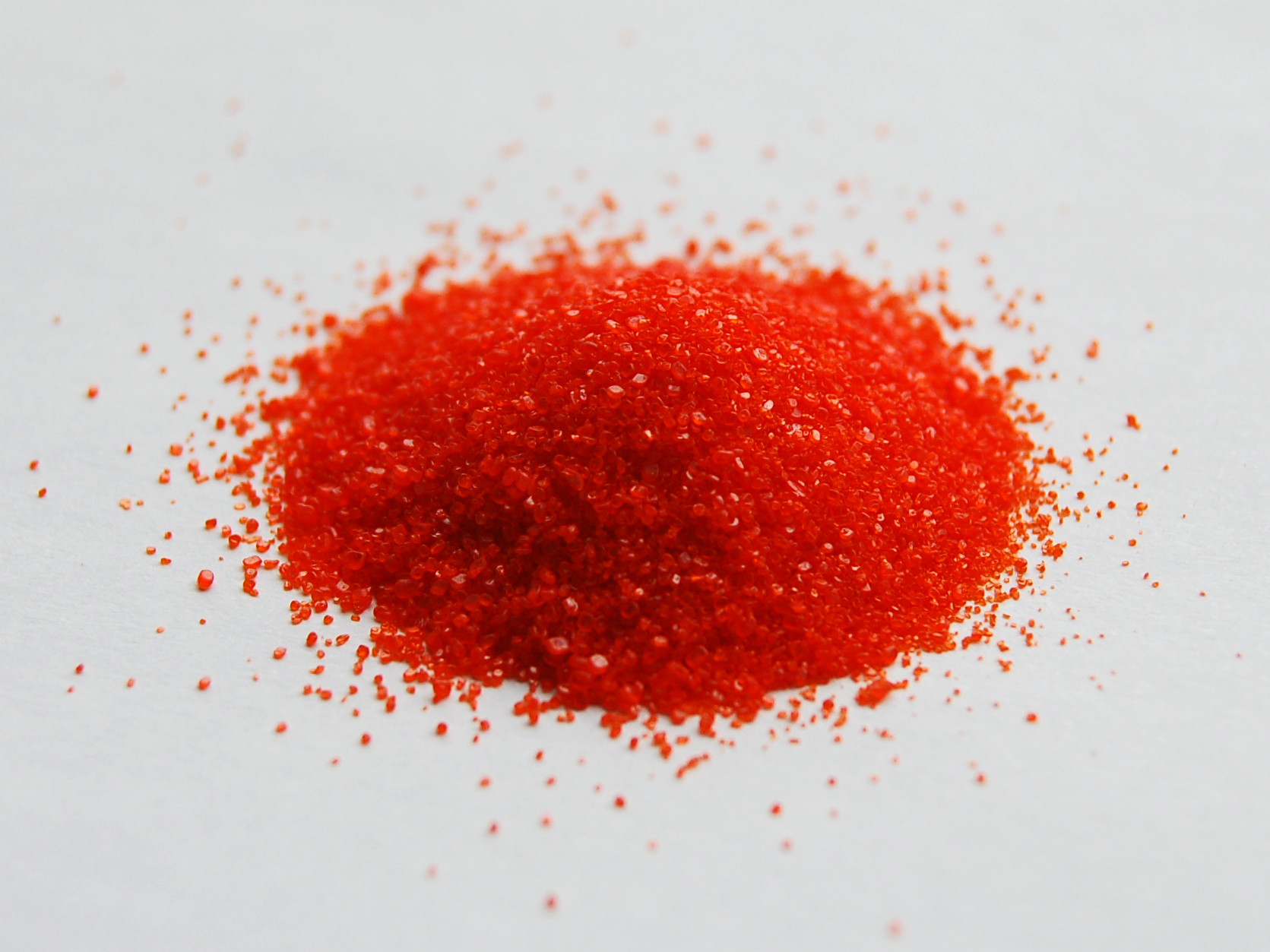
بلورهای بی‌کرومات یا دی‌کرومات پتاسیم که در صنعت رنگرزی از آن به عنوان دندانه استفاده می‌شود.

دندانه‌ها موادی هستند که برای تثبیت و رنگ‌پذیری بیشتر الیاف استفاده می‌شوند. روش عمل آن‌ها به این‌صورت است که با به وجود آوردن منافذی در سطح الیاف باعث نفوذ بیشتر رنگ به الیاف می‌شوند و به‌طور کلی برای جذب بیشتر رنگ‌ها و تثبیت آن‌ها از دندانه‌ها باید استفاده کنیم چون حتی رنگ‌های طبیعی بدون استفاده از دندانه‌ها جذب الیاف نشده و رنگرزی الیاف با این رنگ‌ها بدون استفاده از دندانه‌ها از ثبات کافی برخوردار نخواهد بود، در نهایت دندانه‌ها جذب بیشتر و بهتر رنگ‌ها را فراهم می‌کنند. به عبارت دیگر دندانه‌ها موادی واسطه هستند که محیط را برای رنگ الیاف آماده می‌سازد و موجب می‌گردد که ثبات و شفافیت رنگ بیشتر گردد و قریب به اتفاق کلیه رنگ‌ها نیاز به دندانه‌ها دارند مگر گیاهانی که از ماده مازوجی (تانن) فراوانی برخوردار باشند. چند نوع دندانه را که کاربرد بیشتر دارد عبارتند از: زاج سفید نمک مضاعف آلومینیوم و املاح آلومینیوم و زاج سیاه سولفات آهن و بیکرومات سدیم و بیکرومات پتاسیم و کروم شیرین و ترش قلع و نیکل و کبالت. بر حسب تقدم و تأخر عمل رنگرزی و عمل دندانه‌دندانه‌ها موادی هستند که برای تثبیت و رنگ‌پذیری بیشتر الیاف استفاده می‌شوند. روش عمل آن‌ها به اینصورت است که با به وجود آوردن منافذی در سطح الیاف باعث نفوذ بیشتر رنگ به الیاف می‌شوند و به‌طور کلی برای جذب بیشتر رنگ‌ها و تثبیت آن‌ها از دندانه‌ها باید استفاده کنیم چون حتی رنگ‌های طبیعی بدون استفاده از دندانه‌ها جذب الیاف نشده و رنگرزی الیاف با این رنگ‌ها بدون استفاده از دندانه‌ها از ثبات کافی برخوردار نخواهد بود، در نهایت دندانه‌ها جذب بیشتر و بهتر رنگ‌ها را فراهم می‌کنند. به عبارت دیگر دندانه‌ها موادی واسطه هستند که محیط را برای رنگ الیاف آماده می‌سازد و موجب می‌گردد که ثبات و شفافیت رنگ بیشتر گردد و قریب به اتفاق کلیه رنگ‌ها نیاز به دندانه‌ها دارند مگر گیاهانی که از ماده مازوجی (تانن) فراوانی برخوردار باشند که چند نوع دندانه را که کاربرد بیشتر دارد ذکر می‌کنیم: زاج سفید نمک مضاعف آلومینیوم و املاح آلومینیوم و زاج سیاه سولفات آهن و بیکرومات سدیم و بیکرومات پتاسیم و کروم شیرین و ترش قلع و نیکل و کبالت. بر حسب تقدم و تأخر عمل رنگرزی و عمل دندانه دادن، رنگرزی با مواد رنگزای طبیعی به سه طریق ممکن است صورت پذیرد:
1. اول رنگرزی، سپس دندانه کردن الیاف رنگرزی شده
2. اول دندانه دادن و سپس رنگرزی
3. عمل دندانه و رنگرزی توأم. در این روش کلاف‌ها را در حمام محتوای دندانه، رنگینه و مواد کمکی ریخته و یک روز بعد برای شستشو بیرون می‌آورند.[۳][۴]

اولین دندانه‌هایی که برای رنگ‌های طبیعی به کار برده شدند مواد نباتی بودند ولی پس از آنکه دندانه‌های فلزی کشف شدند دندانه‌های نباتی اهمیت خود را از دست دادند. در رنگرزی از مواد متعددی جهت کمک به دندانه‌دادن استفاده می‌کنند از جمله اسیدهای آلی و معدنی، مقدار اسیدی که به کار می‌برند بین یک تا سه درصد وزن پشم فرق می‌کند. اسیدهای معدنی مانند اسیدسولفوریک و اسیدکلریدریک باعث زردی و کدری رنگ‌های حاصله می‌گردند.

### انواع دندانه‌ها
- دندانه گیاهی: از گیاهان رنگدار نظیر پوست انار، پوست گردو بدست می‌آید. این گیاهان چون دارای ماده مازوج یا تانن می‌باشند در هنگام استفاده از آنها، تولید رسوب می‌کنند، و بر روی الیاف تولید لاک می‌کنند. این گیاهان چون دارای ماده مازوج‌دار هستند، رنگ بدست آمده کدر و مات است.
- دندانه‌های معدنی: این دندانه‌ها اغلب از املاح فلزات بدست می‌آید. برای تهیه این مواد باید املاح را با آب مخلوط کرد، برخی از این مواد مانند:املاح مس، کروم، کبالت رنگ دارند اما بعضی دیگر از این مواد مانند:آلومینیوم، قلع روی بی‌رنگ هستند این دسته چون در تغییری در رنگ ایجاد نمی‌کنند و از طرفی از خود ته‌رنگ به جا نمی‌گذارند، برای رنگرزی بسیار مناسب هستند.
- دندانه زاج سفید: مهم‌ترین دندانه در رنگرزی الیاف زاج سفید می‌باشد. زاج سفید تشکیل شده از مضاعف پتاسیم و آلومینیوم است. چهار نوع زاج سفید وجود دارد:

1. زاج قلمی
2. زاج نازک
3. زاج گرد
4. زاج مایع

برای استفاده از این دندانه باید احتیاط کرد زیرا استفاده بسیار این ماده باعث چسبندگی و بهم‌ریختگی خامه پشم می‌شود.
- دندانه کروم: از مهم‌ترین دندانه‌های مواد رنگزای مصنوعی می‌باشد و تشکیل شده از بی کربنات سدیم و بی کربنات پتاسیم است. به علت حساس بودن این دندانه نسبت به نور خورشید باید آن را از آفتاب تیز دور نگه داشت زیرا نور شدید باعث تیرگی رنگ در بعضی از قسمت‌ها می‌شود، این دندانه بسیار قوی می‌باشد و احتمال حساسیت پوستی در بعضی از افراد وجود دارد.